# Atapuerca (Burgos)
Atapuerca es un municipio y localidad española de la provincia de Burgos, en la comunidad autónoma de Castilla y León, comarca de Alfoz de Burgos, partido judicial de Burgos.
Es conocida mundialmente por albergar los yacimientos arqueológicos de Atapuerca.
Celebra anualmente el Cross de Atapuerca, seleccionado en 2012 como el mejor de España.

## Geografía
Es un municipio de España en la provincia de Burgos, comunidad autónoma de Castilla y León, de área 24,75 km² con una población de 209 habitantes (INE 2008) y densidad poblacional de 8,44 hab/km².
Pertenece a este municipio la Entidad Local Menor de Olmos de Atapuerca.

## Historia
En 1054 tuvo lugar no lejos de la localidad, la batalla de Atapuerca entre castellanos y navarros, donde murió García Sánchez III de Pamplona «el de Nájera», rey de Pamplona (c. 1012 - 1054), casado con Etienette de Barcelona y con Estefanía.
Así se describe a Atapuerca en el tomo iii del Diccionario geográfico-estadístico-histórico de España y sus posesiones de Ultramar, obra impulsada por Pascual Madoz a mediados del siglo XIX:

Villa con ayuntamiento de la provincia, administración de rentas, partido judicial, audiencia territorial, capitanía general y diócesis de Burgos (3 leguas); Situada al pie de la sierra de su nombre en terreno llano en su mayor parte y a la margen de un río sin nombre. Le combaten libremente todos los vientos, con especialidad el N, produciendo el desarrollo de pulmonías y dolores de costado. Tiene 90 casas; 1 escuela de instrucción primaria, común para los niños de ambos sexos dotada de los fondos de propios con 24 fanegas de trigo y 200 reales vellones anuales; 1 iglesia parroquial dedicada a San Martín Obispo, colocada sobre una pequeña colina que domina toda la jurisdicción; la sirven 2 curas beneficiados, cuyas plazas provee el diocesano en concurso de hijos patrimoniales; 1 medio racionero y 2 capellanes, el uno patrimonista y el otro de sangre. Para el surtido de los vecinos hay en la población 1 fuente de buenas aguas, y otras en el término de igual calidad; confina este N con el término de Fresno de Rodilla (1/2 legua), E Ages y Zalduendo (1/2), S con la sierra y el de Ibeas (1), y O Olmos (1/2). El río que dijimos le baña, lleva su curso de E a O hasta la ciudad de Burgos, donde desagua en el Arlanza. Al N del término se encuentra una hermosa llanura llamada por los antiguos Campos de Papasol, y en el día de la Matanza por la tradición que en él se conserva de la memorable batalla que en ellos se dio entre los reyes Don Fernando de Castilla y Don García de Navarra, en la que pereció este último con gran número de sus navarros y árabes auxiliares. Al S se levanta la sierra de Atapuerca poblada de encina y roble, abundante en canteras de piedra blanca, franca y jaspe; se ven en ella varias cuevas, entre las que llama la atención una que se cree ser natural, y ocupa las 2 leguas de extensión que tiene la cordillera; no se puede penetrar en ella sin luz artificial y cuerda, ni a pesar de las varias tentativas nunca se ha podido hallar el fin por sus muchas tortuosidades; se notan algunas excavaciones que se ignora para qué fueron hechas, y a los ¾ de legua de profundidad se halla una pequeña, pero hermosa fuente de muy buena calidad y cristalina; su techo aparece cubierto de varias figuras formadas por la petrificación de las aguas que por él se infiltran; el terreno es de segunda y tercera surte. Los caminos son locales; el correo lo reciben los mismos interesados en la administración de Burgos. Producciones: trigo, centeno, cebada, yeros, ricas, avenas, legumbres, hortalizas, lino y cáñamo; cría ganado vacuno, caballar y ovejas churras; caza de perdices y liebres, y pesca de pececitos pequeños y cangrejos. Comercio: importación de vino, y exportación de grano y ganados; Población: 53 vecinos, 203 almas. Capital productivo: 1.266.400 reales. Imponible: 117.941. Contribución: 6.037 reales 32 maravedíes.
Diccionario geográfico-estadístico-histórico de España y sus posesiones de Ultramar

### Arqueología
En este municipio y en el de Ibeas de Juarros se encuentra la zona arqueológica Sierra de Atapuerca con excepcionales hallazgos arqueológicos y paleontológicos. Fue declarada Bien de Interés Cultural en la categoría de zona arqueológica el 19 de diciembre de 1991.

## Demografía
Atapuerca cuenta con una población de 182 habitantes (INE 2024).
| Gráfica de evolución demográfica de Atapuerca entre 1842 y 2021 |
| |
| Población de derecho según los censos de población del INE. Población de hecho según los censos de población del INE.Entre el censo de 1857 y el anterior, crece el término del municipio porque incorpora a Olmos de Atapuerca. |

### Población por núcleos
| Núcleos            | Habitantes (2000) | Habitantes (2010) |
| ------------------ | ----------------- | ----------------- |
| Atapuerca (Burgos) | 146               | 153               |
| Olmos de Atapuerca | 56                | 55                |

## Economía
Aparte de la agricultura de secano típica de la región, el municipio ha crecido significativamente a nivel económico, demográfico y social con el impacto generado con el yacimiento arqueológico y sus servicios asociados. El 15% de la población activa ya se dedica al turismo, esta "terciarización" de su economía ha revertido el despoblamiento y ha hecho que vuelva a crecer el número de habitantes, rejuveneciendo la población y situando la media de edad en 42 años. Directamente relacionado, la creación de empleo que se ha derivado de este tipo de acciones, ha tenido un impacto social positivo en la sociedad.